# Javier Ambrois
Javier Ambrois (Montevidéu, 9 de maio de 1932 - Montevidéu, 25 de junho de 1975), foi um futebolista uruguaio, que atuava como centroavante.

## Carreira
Foi um dos grandes centroavantes da América do Sul dos anos 50. Começou em pequenos clubes de bairro, e aos 16 anos começou atuar pelo quarto quadro do Nacional, Estreando na primeira divisão em 1950. Foi um notável artilheiro, marcando 104 gols pelo tricolor de Montevidéu. Disputou o Campeonato Mundial de Futebol de 1954, no qual os uruguaios ficaram em quarto lugar. Era chamado familiarmente de Nene, mas era conhecido nos gramados como Patesko ou Pato. Tinha 1,69 m. e 67kg.
Em 1955, o Nacional trocou-lhe pelo goleiro Veludo do Fluminense, do Rio de Janeiro. Sua atuação no futebol carioca foi curta, porém inesquecível para o Tricolor das Laranjeiras; em uma partida no Maracanã, contra o Flamengo, marcou dois gols numa vitória por 3 a 0 (o outro gol foi marcado por Escurinho), tendo marcado no total 17 gols em 19 jogos.
Em 1957, foi para o Boca Juniors, onde também teve excelentes atuações, marcando 13 gols em 44 jogos. Terminou a carreira no Defensor Sporting, de Montevidéu.
Ganhou o Campeonato Sul-Americano (atual Copa América) de 1956, disputado na capital uruguaia, marcando o gol decisivo contra os argentinos. Em 31 partidas pela Celeste Olímpica entre 1952 e 1957, assinalou 16 gols.
Morreu muito jovem, aos 43 anos.

## Gols em Copas do Mundo FIFA pela Seleção Uruguaia
|    | Data                | Local        | Resultado | Adversário | Gols | Competição                 |
| -- | ------------------- | ------------ | --------- | ---------- | ---- | -------------------------- |
| 1. | 26 de junho de 1954 | Basel, Suíça | 4-2       | Inglaterra | 1    | Copa do Mundo FIFA de 1954 |